# Fossalta di Portogruaro
Fossalta di Portogruaro ist eine Gemeinde mit 5731 Einwohnern (Stand 31. Dezember 2023) in der Metropolitanstadt Venedig der Region Venetien in Italien.
Sie bedeckt eine Fläche von 31 km².
Beim Ortsteil Alvisopoli befand sich ein Sondermunitionslager der NATO (Site Castor).